# Váratlan szerencse
A Váratlan szerencse (eredeti cím: Windfall) 2022-ben bemutatott amerikai krimi filmthriller, amelyet Charlie McDowell rendezett. A főbb szerepekben Lily Collins, Jesse Plemons, Jason Segel és Omar Leyva látható.
Amerikában és Magyarországon 2022. március 18-án mutatták be a Netflixen.

## Cselekmény
Egy gazdag vezérigazgató és felesége nyaralójukba érkezik, ahol betörőt látnak. A vezérigazgató beleegyezik, hogy pénzt adnak neki, és elfelejtik a megpróbáltatásokat anélkül, hogy hívnák a rendőrséget, de a betörő bezárja őket egy szaunába. Visszatérve az autójához, a betörő észreveszi, hogy egy kamera rögzíti őt. Visszatér a házba, és szembesíti őket. Most 500 ezer dollárt kér készpénzben. A vezérigazgató felhívja az asszisztensét, aki közli vele, hogy a pénz másnap délután érkezik meg. A trió több beszélgetéséből kiderül, hogy a vezérigazgató és a felesége között feszült a viszony, bár a vezérigazgató nagyon várja, hogy gyerekei legyenek. Éjszaka a feleség elmondja a betörőnek, hogy nem elégedett az életével; a betörő azt mondja neki, hogy ne nevezze magát áldozatnak, amiért a vagyona miatt ment hozzá egy férfihoz.
Másnap a vezérigazgató kitalálja, hogy a betörő egy alkalmazott volt, akit az általa kitalált algoritmus miatt elbocsátottak, amely a leépítésen áteső vállalatoknak nyújt segítséget. Egy kertész érkezik a házhoz, hogy dolgozzon. Kivezeti őket, és a vezérigazgatóval egy tölgyfa ültetéséről beszélget. A vezérigazgató a kertről készült vázlatára azt írja a kertésznek: "Hívd a 911-et". A betörő felfigyel rá, és utasítja a kertészt, hogy menjen be a házba. A felesége és a betörő kritizálják a vezérigazgatót, amiért veszélyezteti egy másik ember életét.
Néhány óra múlva a vezérigazgató végül megtörik. Lealacsonyítja a betörőt, és azt állítja, hogy nem tesz velük semmit, mert az ő élete értelmetlen. Miután a betörő figyelmeztető lövést ad le, a kertész megpróbál elmenekülni. Megbotlik és átesik egy üvegajtón, és egy üvegszilánk átfúrja a nyakát, amibe belehal.
A pénz a ház előtt marad, ezért a feleség visszaszerzi. Meglát egy elhaladó autót, de nem jelez neki, mielőtt visszatérne a házba. A betörő megkötözi a vezérigazgatót és a feleségét különböző szobákban. A betörő bevallja a vezérigazgatónak, hogy szerette volna megtudni, milyen érzés úgy élni, mint egy gazdag ember. Elárulja neki, hogy a felesége fogamzásgátló tablettát szed. A nő kiszabadul, és egy kis szoborral megöli a betörőt. Ezután agyonlövi a férjét, a pisztolyt a betörő kezébe nyomja, és elhagyja a birtokot.

## Szereplők
| Szerep  | Színész       | Magyar hang     |
| ------- | ------------- | --------------- |
| Senki   | Jason Segel   | Makranczi Zalán |
| Feleség | Lily Collins  | Mentes Júlia    |
| CEO     | Jesse Plemons | Szalay Csongor  |
| Kertész | Omar Leyva    | Koncz István    |

### Magyar változat
- Magyar szöveg: Kecskés Enikő
- Hangmérnök: Bederna László
- Vágó: Pilipár Éva
- Gyártásvezető: Vigvári Ágnes
- Szinkronrendező: Orosz Ildikó
- Produkciós vezető: Koleszár Veronika

A szinkront a Direct Dub Studios készítette el.

## A film készítése
A forgatás 2021 márciusában kezdődött Ojaiban és júliusban fejeződött be. A Netflix még abban a hónapban "jelentős nyolc számjegyű" összegért megvásárolta a filmet.